# 救貧法
《救贫法》（英語：English Poor Laws），亦译作《济贫法》，是英国历史上的一系列规章。英国济贫法制度的起源可以追溯到中世纪晚期处理乞丐和流浪者的法规，但直到都铎时期才将济贫法制度编入法典。因为海外扩张和贸易的增加，大量财富涌入英国，随之而来的是贫困人口激增，社会的不安定因素也愈演愈烈。传统的贫困人口救济主要依赖教会，而面对如此大规模的贫困人口，教会缺少足够的财力来进行救济。这一时期，英国王室出台了一系列济贫法案，其中1601年的《伊丽莎白济贫法》最具有代表性。它承认解决贫困问题是政府应尽的责任，堪称世界上最早的社会保障法，标志着社会救济制度的建立。

## 主要内容
- 以教区为单位设置治安法官，负责管理济贫事宜、征收济贫税及核发济贫款。
- 救济方法因人而异：
  - 年老者及丧失劳动能力者在家接受救济，儿童则寄养在制定家庭。
  - 为有劳动能力的人安排工作（或通过贫民习艺所培训掌握工作技能后再安排工作）。
  - 对社会安定具有（潜在）危害性的流民则送入监狱或者教养所(後來送到美洲和澳洲殖民地)。

## 參看
- 1530年流浪者法案
- 救贫法修正案